# معبد جنائزي

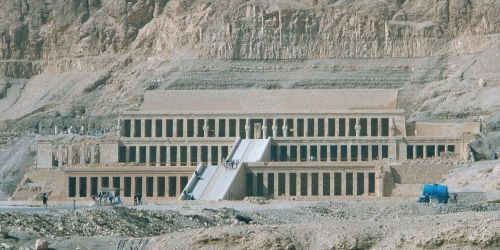
معبد حتشبسوت الجنائزي أحد أشهر المعابد الجنائزية.

المعابد الجنائزية أو المعابد التذكارية هي معابد شُيّدت بجوار أو في محيط المقابر الملكية في مصر القديمة. صممت هذه المعابد لإحياء ذكرى الفرعون الذي بناها، وكذلك لتقديس الفرعون بعد موته.
في البداية، بُنيت المعابد الجنائزية حول الأهرامات في عصر الدولة القديمة والوسطى، ولكن في عصر الدولة الحديثة ، بدأ الفراعنة بناء مقابرهم في وادي الملوك، لذا بنوا معابدهم الجنائزية بشكل منفصل. أطلق المصريون على هذه المعابد الجديدة «قصور ملايين السنين». ويعد معبدي الرامسيوم وحتشبسوت أشهر المعابد الجنائزية.

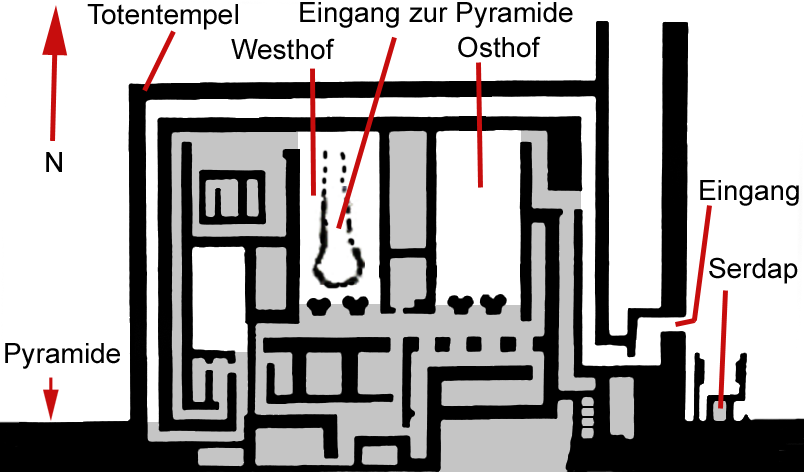
خريطة المعبد الجنائزي لهرم زوسر (الأسرة الرابعة).

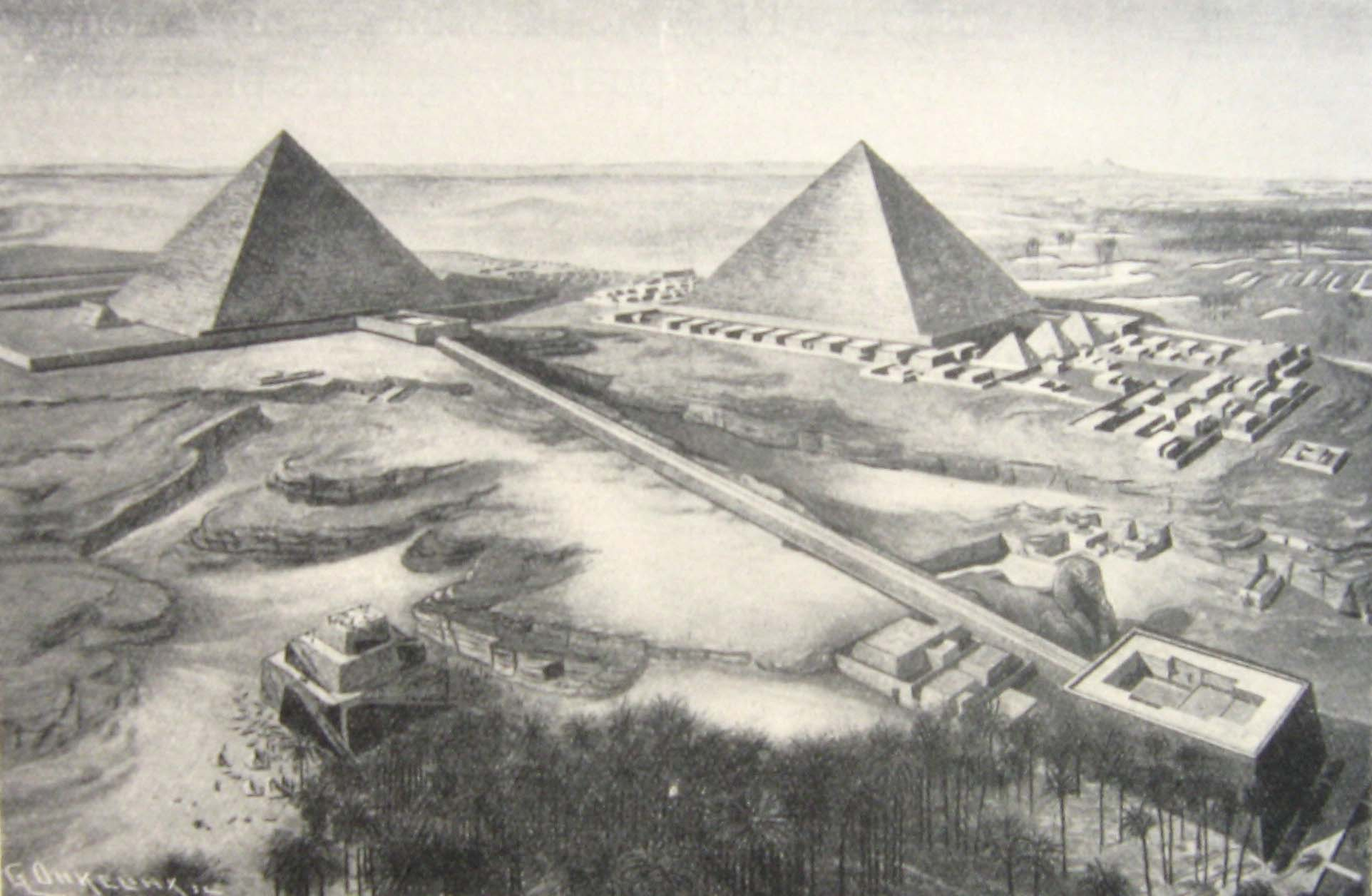
رسم يبين موقع معبد الوادي لخفرع ، بجوار أبي الهول. أما المعبد الجنائزي فيوجد أسفل هرم خفرع مباشرة.

## اقرأ أيضا
- معبد الوادي
- بيت المليون سنة
- هرم زوسر
- معبد مرنبتاح الجنائزي